# Hough-on-the-Hill
Hough-on-the-Hill is een civil parish in het bestuurlijke gebied South Kesteven, in het Engelse graafschap Lincolnshire met 399 inwoners.